# Barroquinha
Barroquinha est une municipalité brésilienne de l'État du Ceará.